# Africa Cup 1C 2015
La Africa Cup 1C del 2015 se disputó como un triangular a una ronda en junio de ese año, los partidos se llevaron a cabo en Lusaka capital de Zambia.
Originalmente, además de Nigeria y el equipo local, también iba a competir Camerún pero en su lugar participó un segundo seleccionado de Zimbabue.

## Equipos participantes
- Selección de rugby de Nigeria
- Selección de rugby de Zambia
- Selección de rugby de Zimbabue A

## Posiciones
| Pos. | Equipo     | Encuentros | Encuentros | Encuentros | Encuentros | Tantos  | Tantos    | Tantos     | Puntos |
| Pos. | Equipo     | jugados    | ganados    | empatados  | perdidos   | a favor | en contra | diferencia | Puntos |
| ---- | ---------- | ---------- | ---------- | ---------- | ---------- | ------- | --------- | ---------- | ------ |
| 1    | Zambia     | 2          | 2          | 0          | 0          | 34      | 20        | + 14       | 8      |
| 2    | Nigeria    | 2          | 1          | 0          | 1          | 42      | 38        | + 4        | 4      |
| 3    | Zimbabue A | 2          | 0          | 0          | 2          | 35      | 53        | - 18       | 0      |

Nota: Se otorgan 4 puntos al equipo que gane un partido y 2 al que empate
Puntos Bonus: 1 punto por convertir 4 tries o más en un partido y 1 al equipo que pierda por no más de 7 tantos de diferencia
|  | Campeón y clasifica a la Africa Cup 1B 2016 |

## Resultados

### Primera fecha
| 21 de junio | Zambia | 15 - 8  | Nigeria |  |  |
|             |        | Reporte |         |  |  |

### Segunda fecha
| 24 de junio | Nigeria | 34 - 23 | Zimbabue A |  |  |
|             |         | Reporte |            |  |  |

### Tercera fecha
| 27 de junio | Zambia | 19 - 12 | Zimbabue A |  |  |
|             |        | Reporte |            |  |  |

| Bandera de Zambia               |
| Campeón de Africa Cup 1C Zambia |
| Primer título                   |